# Dr. Maha's Miracle Tonic
Dr. Maha's Miracle Tonic es una banda de rhythm and blues y western swing formada en el año 2011, en Bilbao. 
La banda centra su estilo en la música norteamericana de los años 30 y 40 y rinde homenaje a los Medicine Shows de principios del siglo XX.
Su sonido se ubica cercano a la música zíngara y a la ambientación de época, siendo las señas de identidad de este combo que ha ofrecido conciertos por la geografía española.[cita requerida] Cabe destacar su participación en el certamen internacional Pop Rock Villa de Bilbao en el que la banda obtuvo numerosos premios.
Su último disco, “Bank Robbers” ha sido editado por el sello Folc Records. Cuenta con la participación de invitados como Dani Nel·lo (Mambo Jambo), Mikel Nuñez, The Gospel Six o Santi Delgado (Runaway Lovers) entre otros.

## Discografía
- Dr. Maha's Miracle Tonic (2012)
- Bank Robbers (2016)

## Premios
- 2.º premio de la XXIII edición del concurso internacional de Pop-Rock Villa De Bilbao 2011 donde también se le concedió el premio "Villa de Bilbao" a la mejor banda de Bilbao, premio FNAC, premio "Aste Nagusia", premio "Kultura Live" a la mejor banda de pop rock de Euskal Herria, premio "Azkena Rock" a la mejor banda de Euskal Herria.[2]
- 3.er premio pop rock Barakaldo 2011.[3]
- 1.er premio en el Concurso de versiones de los Beatles del diario El País, año 2013.[4]

## Otras lecturas
«Estreno del videoclip de “Bank Robbers” de Dr Maha’s Miracle Tonic». Mondo Sonoro. Sister Sonic. 15 de febrero de 2017. Consultado el 19 de febrero de 2017.
Valiño, Jose Manuel (13 de abril de 2016). «Entrevista en Rock in Bilbo». www.rockinbilbo.com. Consultado el 19 de febrero de 2017.
«Sevilla Swing Festival 2017». Abc de Sevilla. 2 de marzo de 2017. Consultado el 10 de mayo de 2017.
«Comienza este viernes Sevilla Swing Festival 2017». El periodico de Sevilla. 30 de marzo de 2017. Consultado el 10 de mayo de 2017.
«Rock, arte y ocio cultural para familias en 'Minúscule Festival'». eldiario.es. 30 de junio de 2017. Consultado el 10 de mayo de 2017.
«El Sótano de Radio 3». www.rtve.es. 28 de marzo. Consultado el 10 de mayo de 2017.
«Sateli 3 Especial P.I.B.». www.rtve.es. 12 de abril de 2017. Consultado el 10 de mayo de 2017.
«Doctor Maha combina swing y tapas en León». Leonoticias. 21 de marzo de 2017. Consultado el 10 de mayo de 2017.
Roman, Javier (12 de abril de 2012). «Nuevas confirmaciones y oferta de abonos del Azkena Rock Festival 2012». Consultado el 19 de febrero de 2017.
Wyatt Trump McGuiness (14 de septiembre de 2016). «Take Me Home, Getxo Roads». www.mondosonoro.com. Consultado el 19 de febrero de 2017.
«Participación en el ciclo "Juglares, trovadores y comediantes" de la diputación de Palencia». 28 de agosto de 2016. Archivado desde el original el 20 de febrero de 2017. Consultado el 19 de febrero de 2017.